# Eduardas Jonušas

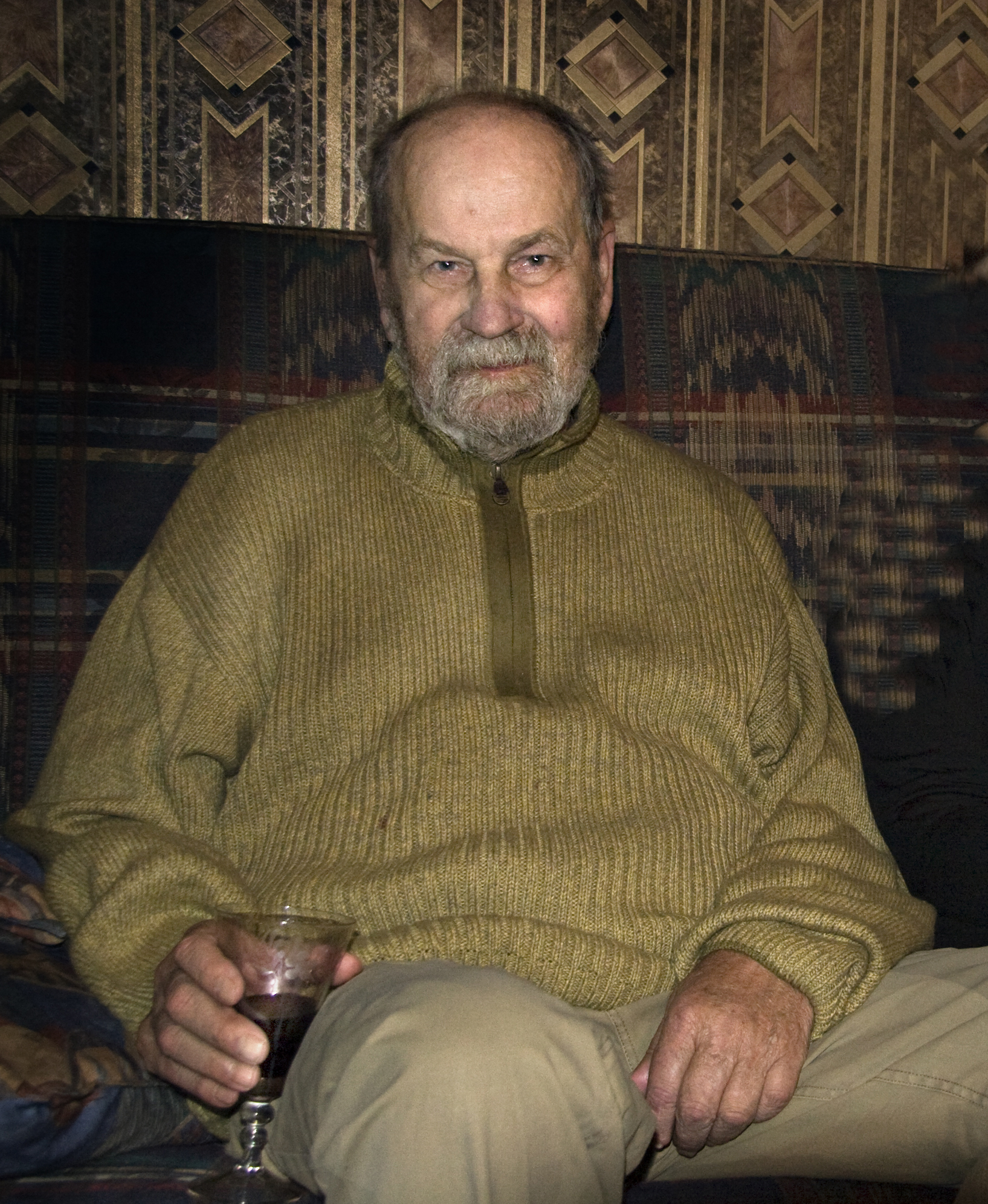
Eduardas Jonušas (2006)

Eduardas Jonušas (* 23. April 1932 in Pikeliai im Kreis Mažeikiai in Litauen; † 17. April 2014 in Nida) war ein litauischer Maler und Bildhauer. Er erhielt keine Ausbildung an einer Kunstakademie, sondern war Autodidakt. Wie viele Menschen in den baltischen Staaten sprach Eduardas Jonušas neben Litauisch auch Deutsch und Russisch.

## Lebenslauf
Eduardas Jonušas (das angehängte „as“ an den Namen Eduard ist ein Erfordernis der litauischen Sprache) verbrachte eine schwierige Kindheit – er beschreibt sie in seinem Buch Hund ist auch Mensch – in einem kleinen Dorf nahe der lettischen Grenze. Den Hitler-Stalin-Pakt von 1939 beurteilten damals viele im Baltikum skeptisch. Ebenso Eduard Jonušas’ Eltern, die wie andere im Baltikum auch deutschstämmige Wurzeln hatten. Sie machten sich 1941 mit ihren vier Söhnen auf den Weg nach Deutschland. Nach den Schuljahren in der Nähe von Berlin wollte oder sollte die Familie nach Kriegsende wieder zurück. Auf dem Weg dorthin verlor Eduardas den Vater und seine drei Brüder für immer, vorübergehend auch seine Mutter. Er wurde in Grodno (heute Belarus) aufgegriffen, entfloh einer Einweisung in ein Kinderheim, schlug sich zu den Großeltern durch und fand dort seine Mutter wieder. Auch davon berichtet er unter der Überschrift Geträumte Kindheit in seinem Buch. Vierzehnjährig ging er nach Klaipėda (früher Memel), wo er mit schwerer körperlicher Arbeit leben, die Musikschule und zeitweise die Mittelschule besuchen konnte. Als er 1951 zum sowjetischen Wehrdienst nach Sibirien einberufen wurde, durchleuchtete der KGB seine Herkunft, entdeckte seinen Aufenthalt in Deutschland und erklärte ihn zum Spion. Damit wurde er zu 25 Jahren Straflager verurteilt – von den Häftlingen „das Viertelmaß“ genannt. Über Lager in der Taiga und am Amur brachten ihn die Transporte bis in die berüchtigten Gulags von Angarsk und Irkutsk.

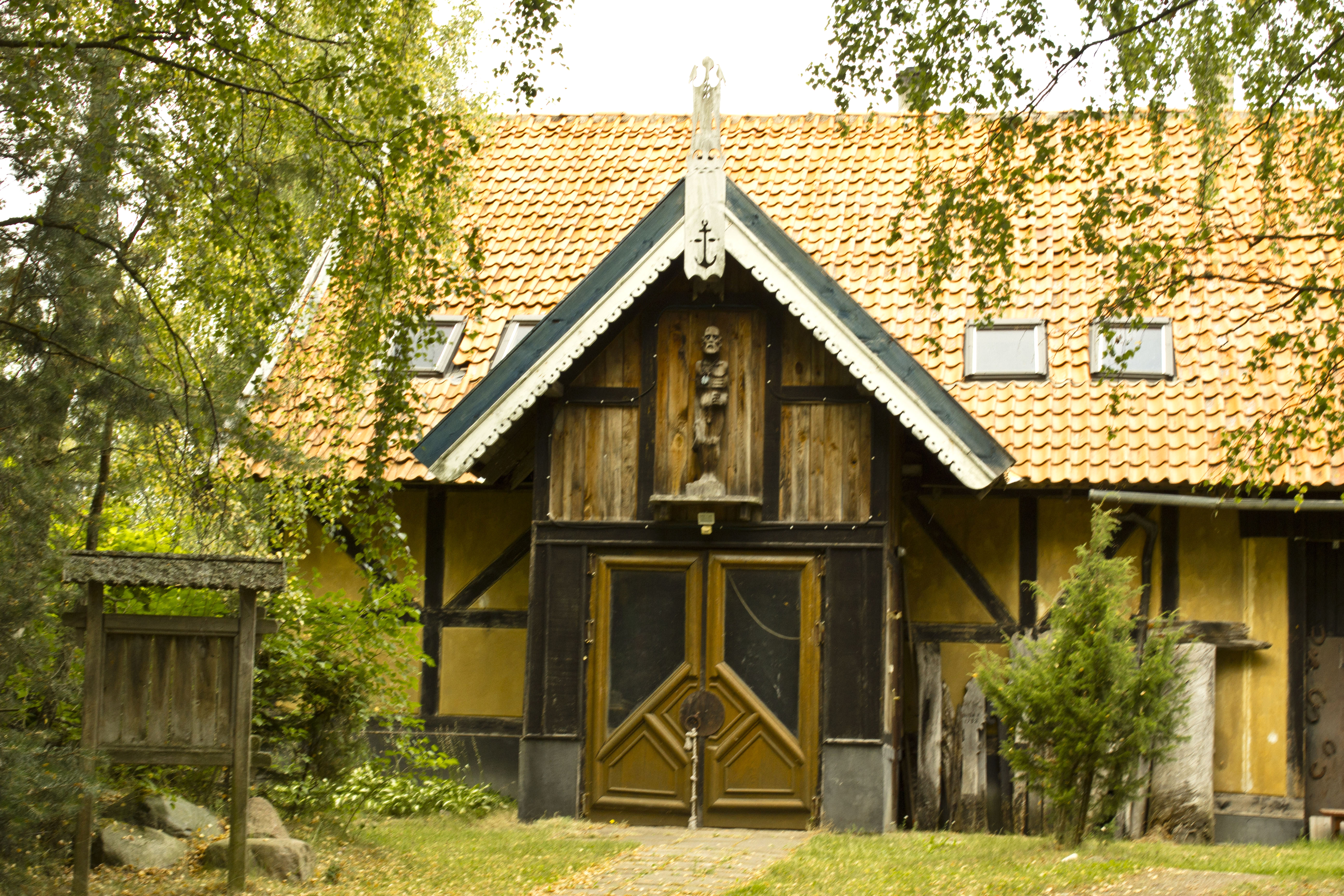
Haus von Eduardas Jonušas in Nida

Sein Wissen um die „Wunder der Natur“ auf der Kurischen Nehrung, die er einmal von Klaipėda aus hatte entdecken können, half ihm durchzuhalten. Unter Chruschtschow wurde er 1956 mit vielen anderen Häftlingen entlassen. Er konnte sich nach Klaipėda durchschlagen und dort eine Zeit lang als Beleuchter im Theater Arbeit finden. Entscheidend für ihn wurde, dass er in den sechziger Jahren nach Nida (früher Nidden) auf die Kurische Nehrung gelangte, an den Ort, der ihm zur Heimat wurde. Ein älterer Fischer, Michel Engelin (1882–1972), erzählte ihm von den Jahren vor 1945. Neben seiner ihm aufgetragenen Arbeit begann er, verbliebene Zeugnisse der ehemaligen Bewohner zusammenzutragen und zu fotografieren, vom zerschossenen Stahlhelm bis zu den seltsamen, halbvermoderten Kurenbrettern und alten Kreuzen auf den Friedhöfen der Nehrung, ebenso die Reste von Kähnen, die teilweise im Wasser lagen.
Ein Buch zeigt ihn als Schiffsbauer mit seinem originalgetreu nachgebauten Kurenkahn Kuršis. Die Natur der Kurischen Nehrung zu bewahren und ihre untergegangene Kultur festzuhalten waren seine persönlichen Aufgaben geworden. Ebenso wichtig war ihm, seine Erlebnisse der Lagerjahre zu erzählen, was erst nach dem Ende der Sowjetherrschaft geschehen konnte:

„..... ihre Messer stachen in einen anderen Körper ein, der neben mir zusammengeringelt wie eine Schnecke lag. Warum und weshalb sie ihn getötet haben, weiß ich nicht. Ein Mensch zählte hier ja gar nichts. Sie schleppten das zappelnde Opfer zur Treppe, wobei sie eine breite rote Blutspur hinterließen, und schrien auf: ‚Natschalnik, Zabirai‘ (‚Vorsteher, hol es ab‘) … Sie schnitten mit den blutigen Messern das Brot …“

## Werk

### Skulpturen
Die von ihm entworfenen abstrakten hölzernen Segel stehen an der Nehrungsstraße. Große Skulpturen haute er aus Eichenholz: „Das Material ist wie er, hat starken Charakter und die Eigenart einer unbeugsamen Knorrigkeit“. So z. B. das oft abgelichtete Denkmal für Ludwig Rhesa von 1976, das etwas abseits in der freien Landschaft der Kurischen Nehrung aufragt. Sein Selbstporträt, ebenfalls eine Holzfigur, zeigt einen angeketteten Mann, den Pinsel mit roter Farbe in seiner Hand: Eduardas Jonušas, den Sklaven seiner Gedanken. Viele Entwürfe von Eduardas Jonušas wurden in Metall gegossen, wie z. B. die litauischen Märchenfiguren, das Liebespaar Jūratė und Kastytis, an einem Brunnen in Nida.

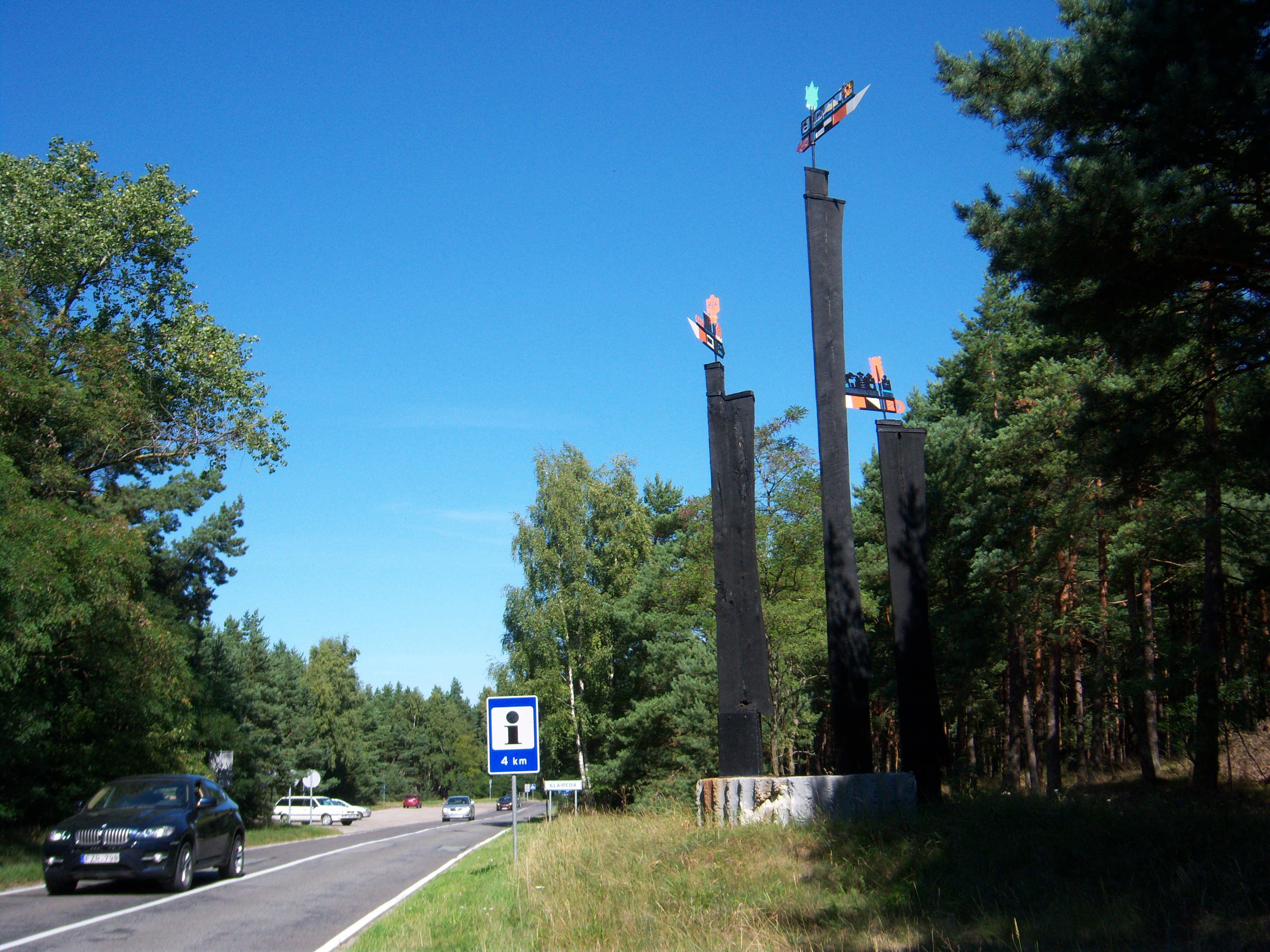
Skulptur Segel
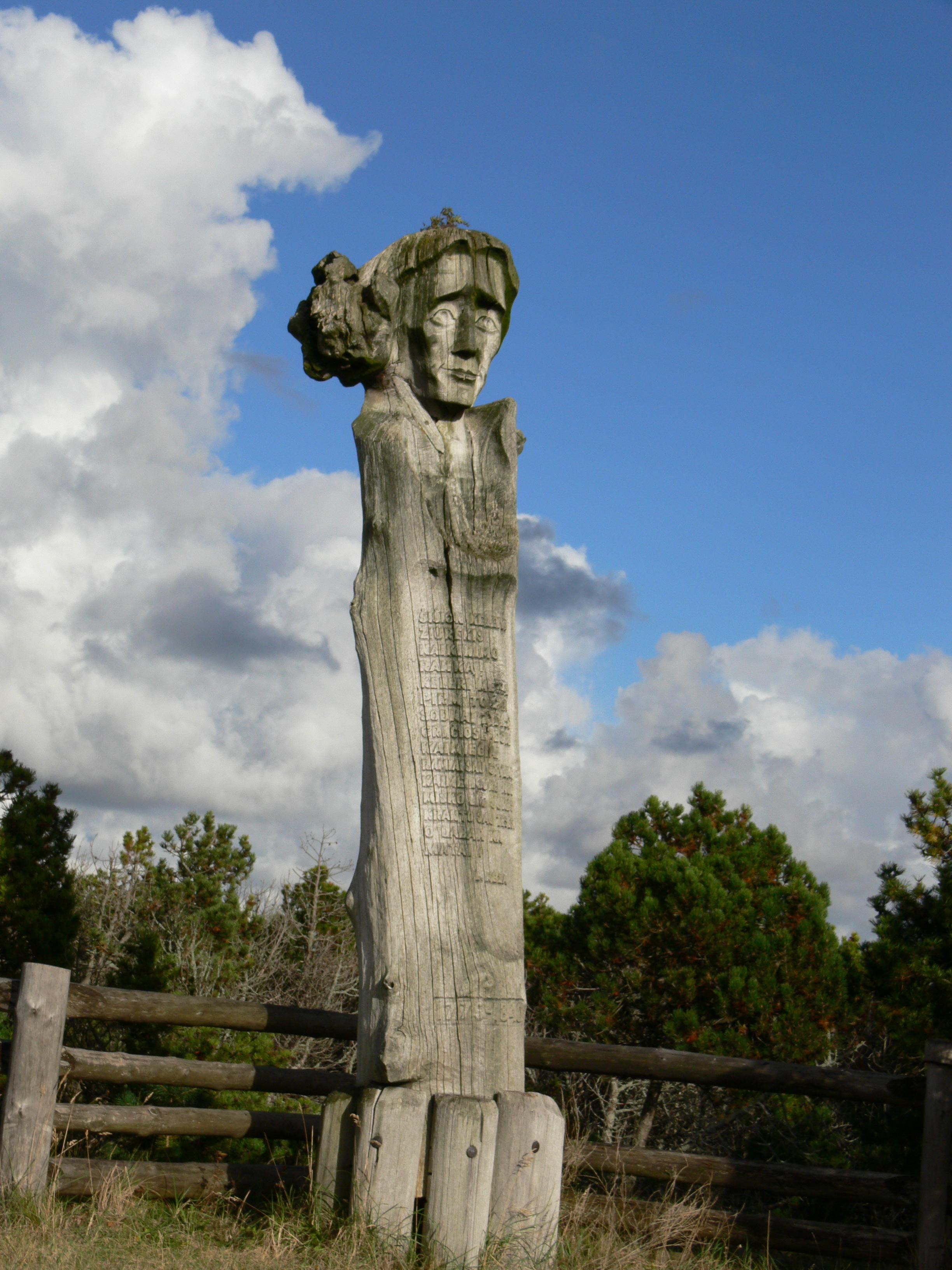
Skulptur Ludwig Rhesa
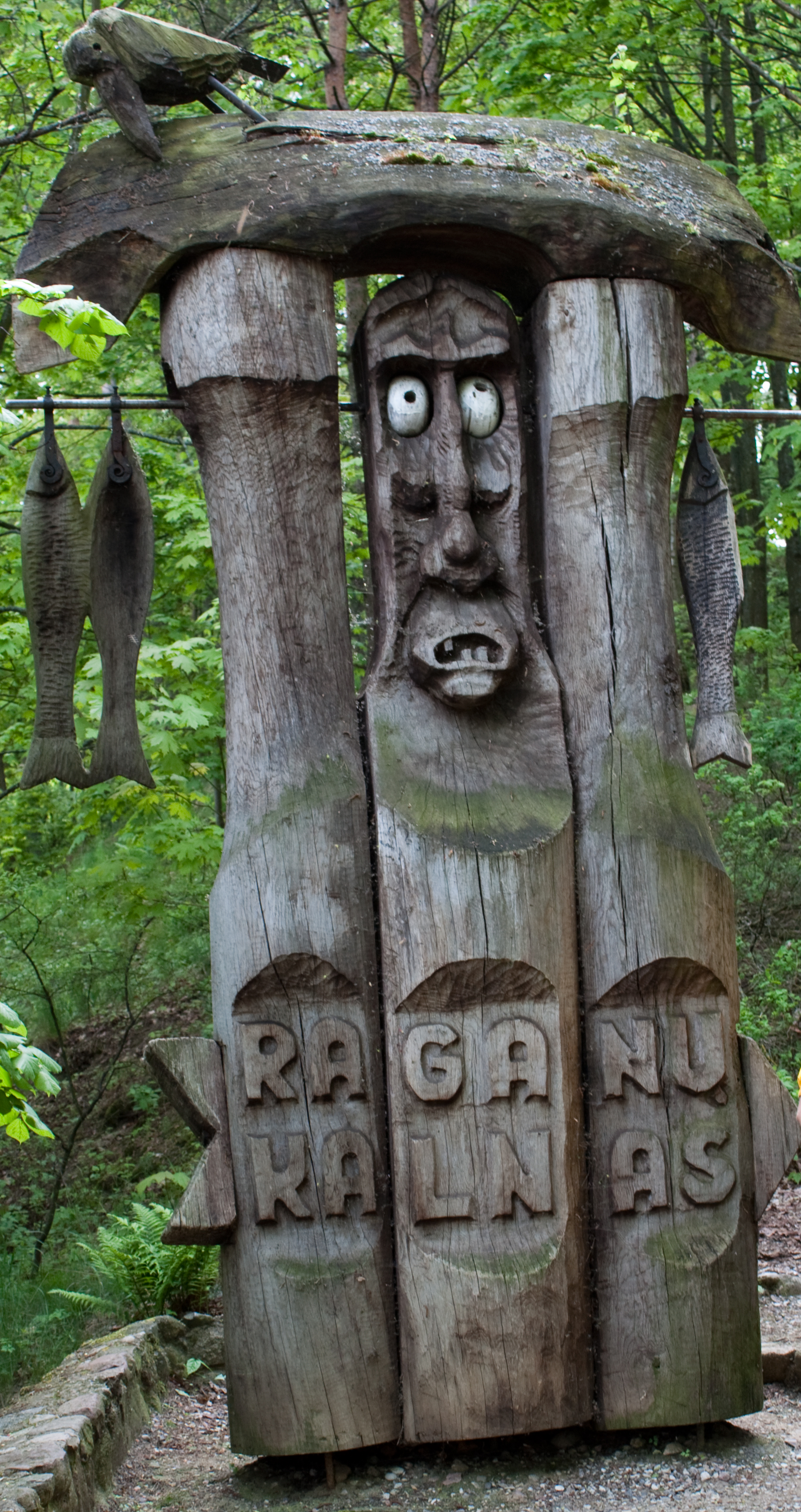
Skulptur Raganų kalnas

### Gemälde

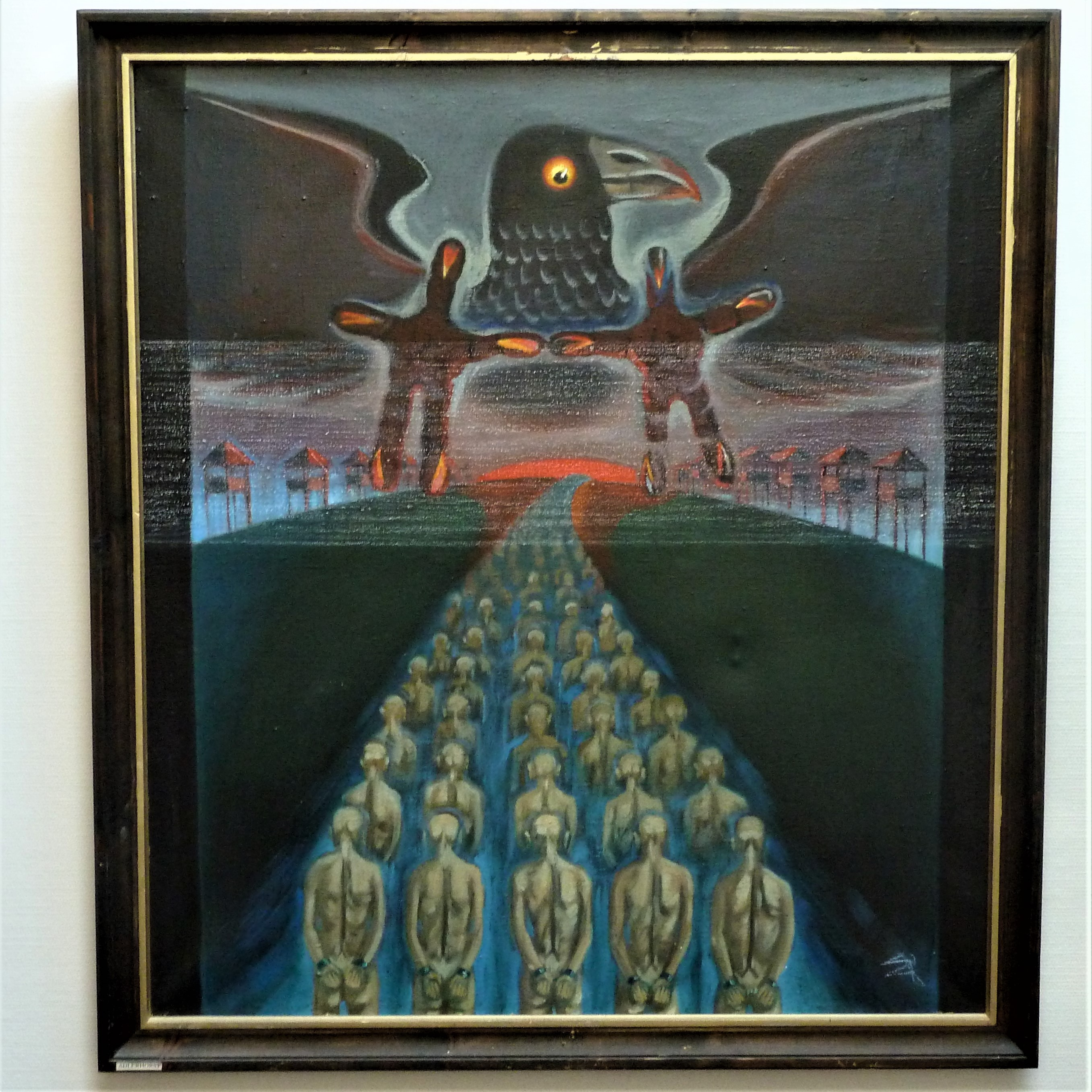
Gulag

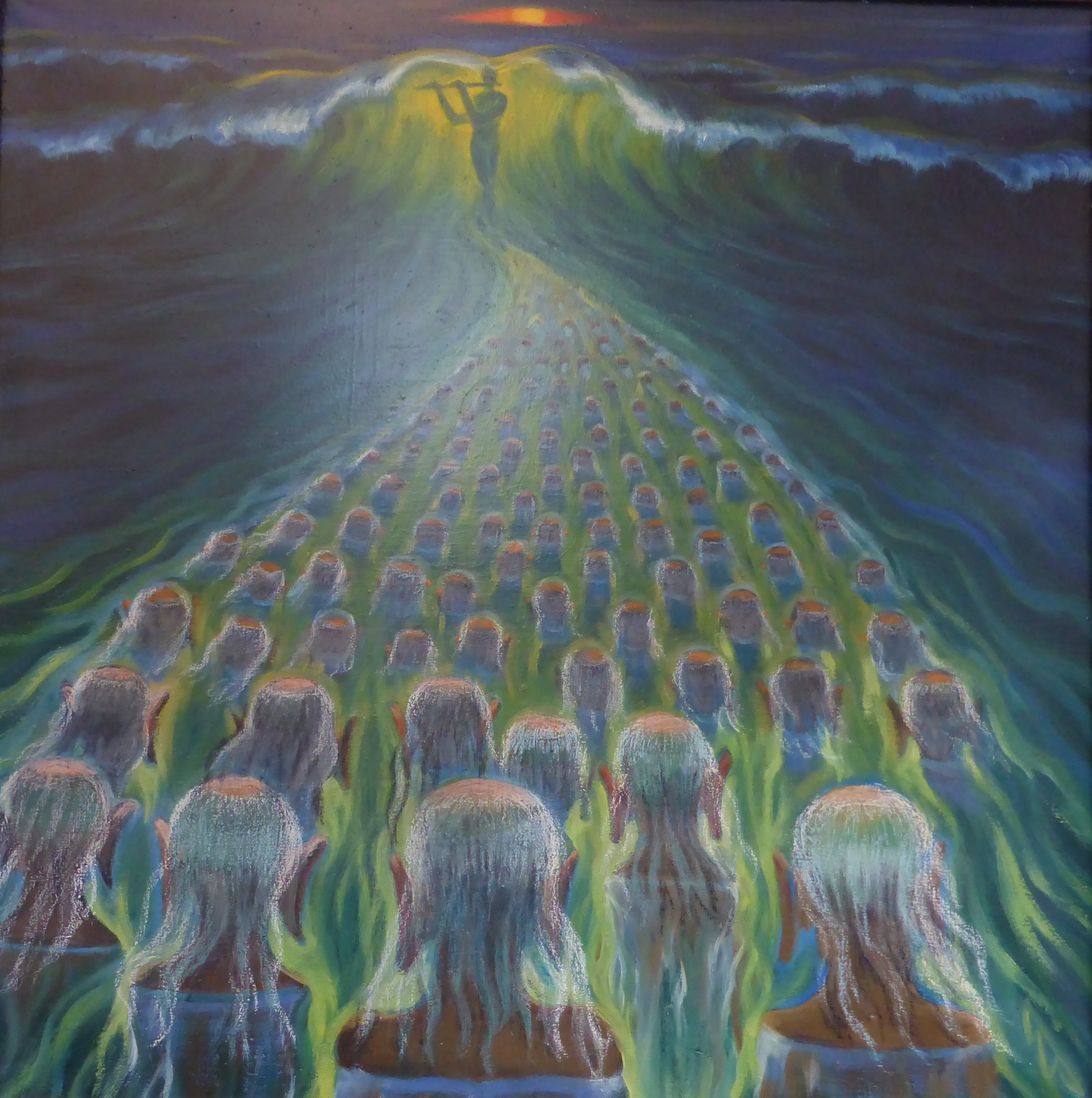
Flötenspieler oder die Verführung

Zu seiner Themenauswahl bemerkte Eduardas Jonušas:

„… ich male das, was ich im Kopf sehe … nicht wie ein Architekt … Bei guter Musik habe ich Visionen … Jede Nacht sah ich schöne und tragische Träume. Die Träume sind höher als der Mensch.“

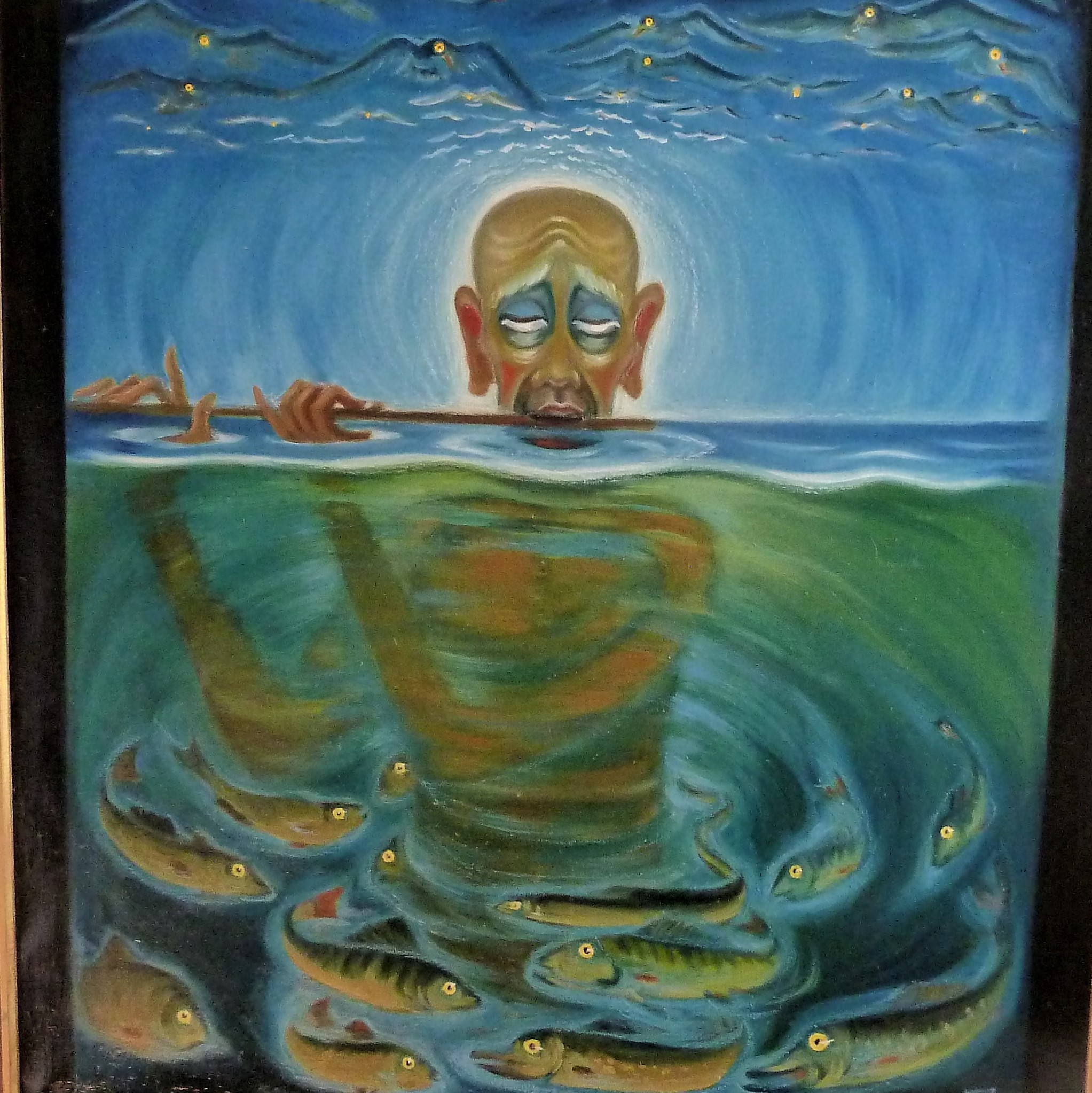

Seine „schönen“ Traumbilder erinnern an den litauischen Maler und Komponisten Mikalojus Konstantinas Čiurlionis (1875–1911). Denn diese malte Jonušas symbolistisch, mit Pastell oder Ölfarben. Und immer hat das Bild eine Mittelachse, die die Symmetrie hält.

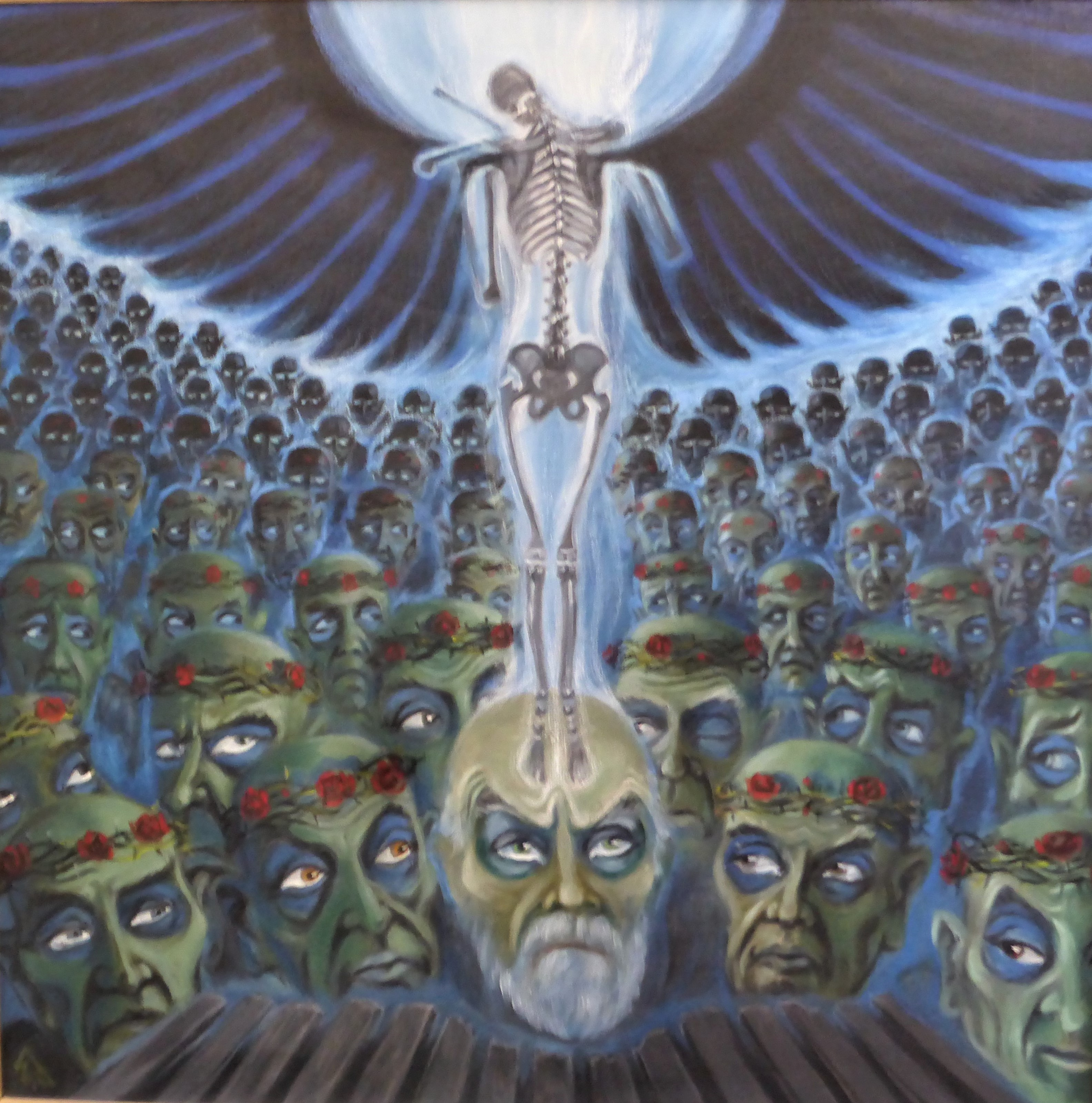
Weißer Engel "Ikarus und das Element Feuer"

Nach der erfolgreichen Verteidigung des Parlamentes und des Fernsehturmes 1991 in Vilnius, an der er teilgenommen hatte, konnte er „alles Schmutzige aus der Lagerzeit“ ganz „loswerden, so wie man sich erbrechen muss, wenn man etwas Schlechtes gegessen hat.“(Ebenso wie Anm. 12) Von da an brachte er auch den Terror des 20. Jahrhunderts auf die Leinwand. Hier sind seine Gemälde abstrakter er als seine Berichte. Ob Holocaust oder Gulag entscheidet der Betrachter – denn die Gewalttäter aller Lager gleichen einander und ihre Opfer sich auch.

„… Meine Lagerbilder sind keine Konstrukte … Wenn der Künstler denkt, dann steht eine Wand vor ihm. Man muss warten, bis die Wand weg ist. Dann kann man von einer Zeit in eine andere gehen … Wenn ich denke ‚Was ist Kunst?‘ – das ist Unsinn …“

Jedes Gemälde von Eduardas Jonušas ist ein eigenständiges Werk. Dennoch stellte er sie in Zyklen zusammen, wie z. B. seinen 17-Bilder Zyklus Die Erde im Bildband Cymbala, den Sieben-Bilder Zyklus Der Weltenherrscher, den Drei-Bilder Bildzyklus Das Leben und Sterben der Heiligen Familie und den 21 Gemälde umfassenden Zyklus Der ewige Kreislauf im Bildband Fantastische Bilder.
Der aufmerksame Betrachter solcher Bildfolgen nimmt Veränderungen an Menschen und unserer Erde wahr, deren Zukunft keineswegs rosig aussieht.

## Rezeption
Ewald Hein zitiert einen Gedanken von Jonušas so:

„Das wahre Begreifen erfährt der Mensch dann, wenn er anfängt zu zweifeln, ob die Geburt nur eine Geburt und der Tod nur ein Tod ist.“

Die Botschaft des Künstlers charakterisierte er mit den Worten Sören Kierkegaards:

„Jeder Mensch hat das Gruseln, das Sichängstigen zu lernen, damit er nicht verloren sei, entweder dadurch, dass ihm niemals Angst gewesen oder dadurch, dass er in Angst versinkt; wer daher gelernt hat, sich zu ängstigen nach Gebühr, der hat das Höchste gelernt.“

## Ausstellungen

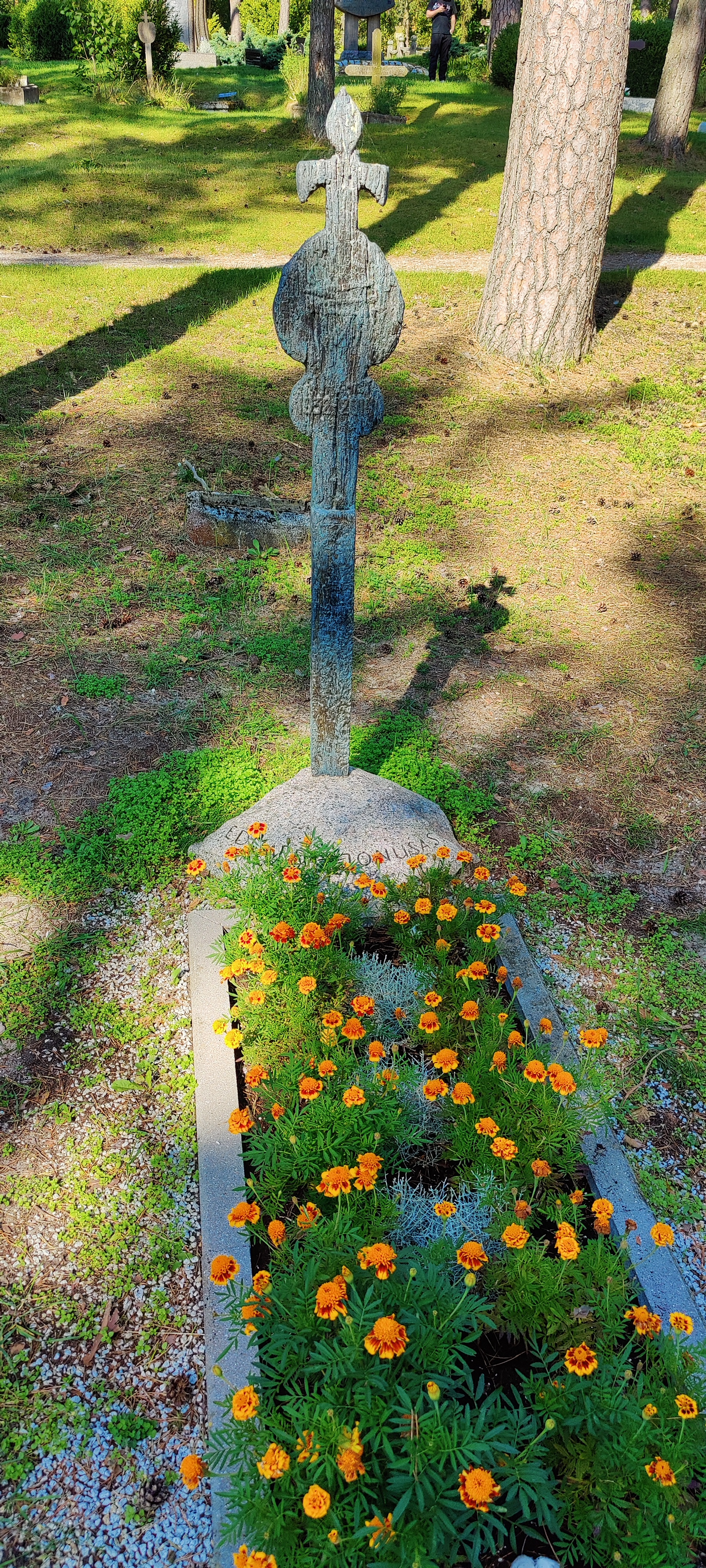
Grab von Jonušas auf dem Ethnographischen Friedhof in Nidden

- 1957: Klaipėda, Museum für Volkskunde.
- 1981: Vilnius, Palast der Kunstschaffenden
- 1982: Kaunas, Kulturpalast
- 1991: Vilnius, Ausstellungspalast
- 2002, 23. April bis 23. Juni, Burg auf Fehmarn
- 2003, Mai bis Juli, Radebeul, Autohaus Gommlich: EDUARDAS JONUSAS Malerei und Zeichnungen aus der Kurischen Nehrung – Litauen

## Publikationen
- Ewald Hein: Cymbala. Cyclus in 17 Bilden des Malers Eduardas Jonušas. Melina-Verlag, 1995, ISBN 3-929255-14-6 (Alle Texte und Bildbeschreibungen in deutscher und litauischer Sprache.)
- Eduardas Jonušas: Hund ist auch Mensch. Ich, der Sklave meiner Gedanken. Melina Verlag, 2000, ISBN 3-929255-58-8. (Darin veröffentlichte im Jahre 2000 der Melina-Verlag 21 Bilder des Künstlers Eduardas Jonušas, „ergänzt um die schriftliche Niederlegung seiner Erlebnisse“.)
- Eduardas Jonušas: Fantastische Bilder. Hrsg. von Ewald Heim. Mit Beiträgen von Uwe B. Meyer, Ewald Hein und Dietmar Willoweit. Katalog zur Ausstellung in Burg auf Fehmarn 2002. Melina-Verlag, 2002, ISBN 3-929255-65-0. (Der Band zeigt in kleinem Format die ausgestellten 43 Gemälde von Eduardas Jonušas, darunter die drei Bildzyklen Das Leben und Sterben der Heiligen Familie, Der Weltenherrscher und Der ewige Kreislauf.)
- Eduardas Jonušas: vaizdai ir mintys (= Bilder und Gedanken). Eglė Verlag, 2015, ISBN 978-609-432-088-0. (In diesem Buch von 175 Seiten in litauischer Sprache finden sich – neben vielen Fotos aus dem Leben des Künstlers und Abbildungen seiner Werke – auch viele Beiträge litauischer und deutscher Künstler und Freunde. Am Ende des Buches steht eine kurze Zusammenfassung in deutscher und englischer Sprache.)

## Film
- Dokumentarfilm: Eduardas Jonušas – Himmel und Hölle sind mein. Buch und Regie: Helmut Schulzeck, Originalfassung mit dt. over voice, Deutschland, 2004 (65 Min.).[19]